# Музичка школа „Стеван Мокрањац” Врање
Музичка школа Стеван Мокрањац налази се у Врању, носи име по Стевану Мокрањцу, једном од најпознатијих и најзначајнијих српских композитора.

## Историјат
Музичка школа Стеван Мокрањац у Врању основана је 1979. године и од тада представља темељ музичке културе града. Године 1986. прерасла је у средњу школу. Први директор и један од оснивача био је Властимир Антић, који је школу довео на ниво једне од најопремљенијих у земљи. Године 1981. донесен је први План и програм рада, урађен по идеји Властимира Михајловића.
После ослобођења, Нижа музичка школа у Врању радила је у просторијама школе Вук Караџић, од 1949. до 1954. године, када је укинута. Тада је остало само једно одељење, за клавир, које је наставило да ради у школи Вук Караџић. Касније је одлучено да Нижа музичка школа буде поново отворена 1963. године, али тај покушај није био успешан све до 1970. године, односно док није установљен Раднички универзитет.
Нижа музичка школа у Врању постојала је у саставу Радничког универзитета од 1970. године. Имала је одсеке за клавир, хармонику, виолину и гитару. Школовање је трајало шест година, као и данас. Почела је 1970. године са 80 ученика, чији се број 1975. године повећао на 120. Дала је значајан допринос музичком образовању деце и неговању староврањских, посебно градских песама, насталим на овом поднебљу. Средства за рад школе обезбеђивали су родитељи ђака и Раднички универзитет.

## Седиште Музичке школе данас
Музичка школа у Врању данас има седиште у Улици Боре Станковића 10, у некадашњој кући Јована Стевановића Чапље, индустријалца и фабриканта. Кућа је саграђена с почетка 20. века и спада у ред репрезентативних објеката, сазиданих у грађанском стилу. У овом лепом здању, Музичка школа је званично почела са радом 3. јануара 1979. године.

## Остварења, награде и признања
Кроз школу је прошло и образовало се на хиљаде ђака на одсецима за клавир, виолину, хармонику, кларинет и флауту, трубу и соло певање, од којих су многи наставили да се професионално баве музиком и школују на академијама у земљи и иностранству. Неки од њих наставили су да се баве педагошким радом и запослили се као професори у овој школи. Школа је дала велики допринос целокупној култури града. За свој рад, као и за највише уметничко-педагошке резултате, школа је награђена јавним признањима, међу којима су Свети Сава и Седмосептембарска награда. Ученици школе су освајали републичке, савезне, међународне и специјалне награде. Хор школе носилац је многобројних златних плакета и 90-тих година био је међу најбољима у земљи. Школа је остварила сарадњу са школама које носе име Мокрањац и традиционално се окупљају на манифестацији Мокрањчеви дани у Неготину. Од 1996. године школа је организатор Такмичења малих пијаниста, на коме окупља ученике клавира из целе Србије.
На идеју тадашњег директора школе Снежане Митић, школа од 2000. године самостално организује манифестацију Мај месец музике, на којој учествују еминентни уметници.

## Галерија слика
- Школа у улици Боре Станковића 10
- Учионице за музичке инструменте
- Музичка школа улаз
- Део зграде где се одржава солфеђо. Овде се налази и свечана сала за концерте